# بينوا غوثير
بينوا غوثير هو راكب الكنو كندي، ولد في 30 مايو 1967.

## وصلات خارجية
- بينوا غوثير على موقع أوليمبيديا (الإنجليزية)